# Цузуми
Цузуми (tsuzumi, наричан още ко-цузуми) е японски музикален перкусионен инструмент от групата на мембранофонните инструменти.
Състои се от корпус и две мембрани, традиционно изработвани от лисича кожа.
Цузуми играе важна роля както в театъра Но, така и в Кабуки. Използва се заедно с по-голямата си разновидност о-цузуми.